# Rani Chennabhairadevi
Rani Chennabhairadevi, född okänt år, död 1606, var en regerande drottning av det jainistiska Nagireriket i sydvästra Indien (ett vasallrike under Vijayanagarariket) mellan 1552 och 1606; hon var drottning under femtiofyra år, och har kallats för den drottning som har regerat under längst tid i något indiskt rike.
Hennes officiella namn var Mahamandaleshwari Rani Chennabhairadevi, men hon är även känd av portugiserna som Raina-Da-Pimenta ("Peppardrottningen"), på grund av sin export av peppar och andra kryddor till Europa och Arabvärlden via hamnarna i Bhatkal och Honnavar. 
Hon bedrev två krig mot Portugal, 1559 och 1570, vila båda slutade med hennes seger och lade grunden för hennes fördelaktiga handelsförbindelser med dem.